# 埃玛斯
埃玛斯（Aimas）是印度尼西亚西巴布亚省的一个城镇，是索龙县的行政中心，北距本省的第二大城市索龙6公里。2010年统计，埃玛斯区（印尼语：Kecamatan Aimas）共有人口19,911。

## 资料来源
1. ↑  Google Earth 测量
2. ↑  Biro Pusat Statistik, Jakarta, 2011.